# Bần cố nông

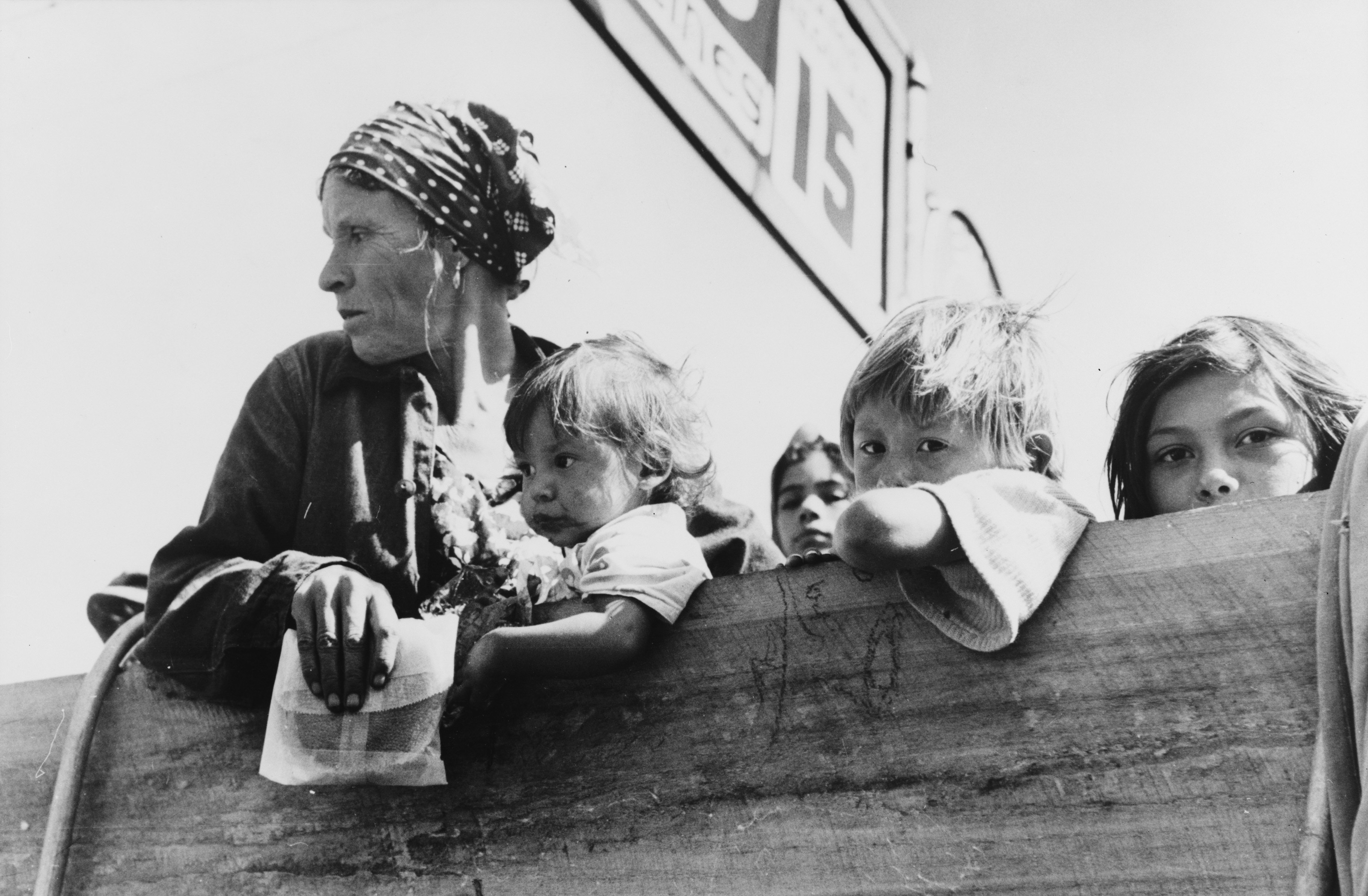
Một nông dân nghèo người Mỹ gốc México vào khoảng năm 1939

Bần cố nông là một người lao động làm thuê trong nông nghiệp cho địa chủ và phú nông ngày trước, ở trên các cánh đồng, đồng ruộng, trang trại, đồn điền. Tuy nhiên, trong các cuộc tranh luận liên quan đến việc áp dụng luật lao động, thuật ngữ "bần cố nông" hay "lao động nông nghiệp" đôi khi được dùng theo nghĩa hẹp hơn và chỉ áp dụng cho người làm thuê tham gia vào quá trình sản xuất nông nghiệp như thu hoạch, gặt hái chứ không phải người làm các công việc khác trên cánh đồng, nông trại như đóng gói.